# St. Margareta (Bürgstadt)

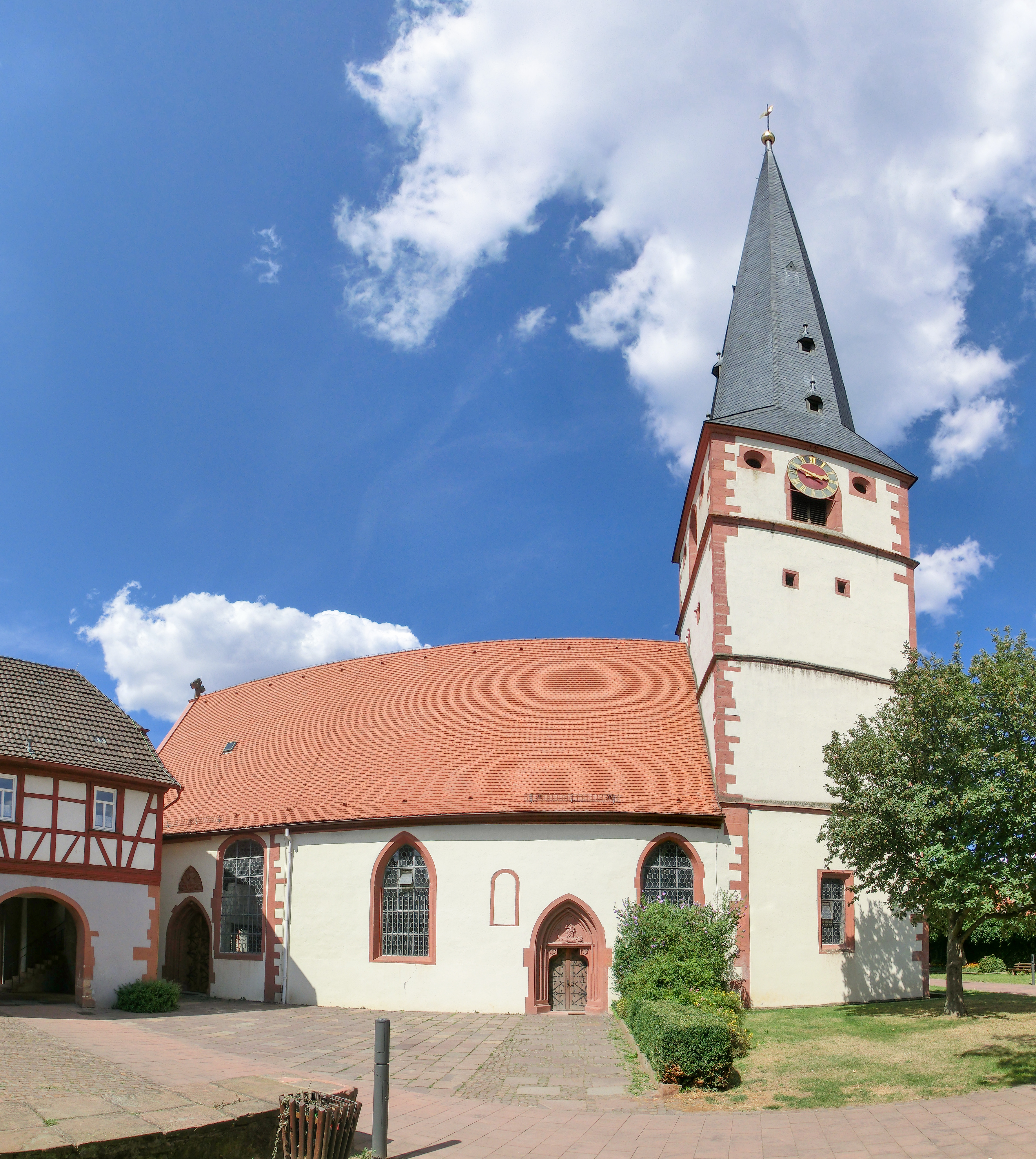
St. Margareta (Bürgstadt)

Die römisch-katholische Pfarrkirche St. Margareta ist ein denkmalgeschütztes Kirchengebäude, das in Bürgstadt steht, einem Markt im Landkreis Miltenberg (Unterfranken, Bayern). Das Bauwerk ist unter der Denkmalnummer D-6-76-116-9 als Baudenkmal in die Bayerische Denkmalliste eingetragen. Kirchenpatronin ist Margareta von Antiochia. Die Pfarrei gehört zur Pfarreiengemeinschaft St. Martin Miltenberg-Bürgstadt (Miltenberg) im Dekanat Miltenberg des Bistums Würzburg.

## Beschreibung

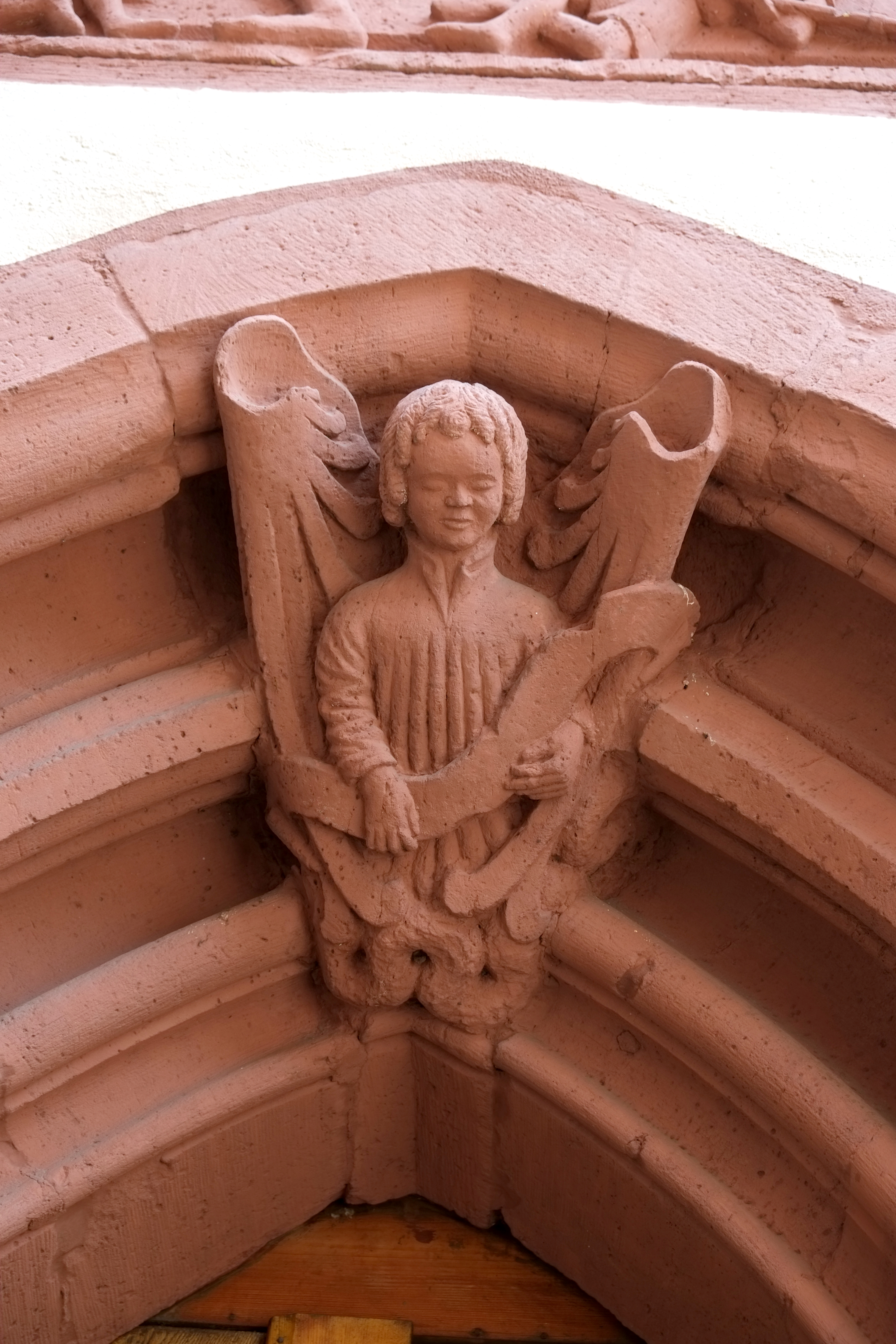
Engel im Gewände des Südportals

Die ursprüngliche Saalkirche, eine ehemalige Wehrkirche, mit dem Chorturm im Osten, der im Innern mit einem Kreuzrippengewölbe überspannt ist, stammt aus der 1. Hälfte des 13. Jahrhunderts und wurde um 1490 umgebaut. Sie wurde 1607 durch ein Seitenschiff im Norden des bisherigen Kirchenschiffs und nach Westen erweitert. Der Chorturm wurde 1585 um ein Geschoss aufgestockt, das die Turmuhr und den Glockenstuhl mit vier Kirchenglocken beherbergt, und mit einem achtseitigen, schiefergedeckten, spitzen Helm bedeckt. Im Tympanon des Seitenportals befindet sich ein Relief der Kirchenpatronin Margareta mit ihrem Attribut, einem Drachen. Das Relief im Tympanon über dem westlichen Portal in der Südfassade, stellt die Auferstehung Christi dar. Im Gewändescheitel befindet sich ein Engel mit einem Spruchband.
Zur Kirchenausstattung gehören die um 1720 geschaffenen Altäre. Die  Kanzel entstand um 1750. Der Schalldeckel der Kanzel trägt ein aus Voluten konstruiertes Postament mit einem Posaunenengel. Die Orgel mit 26 Registern, auf zwei Manualen und Pedal wurde 1962 von Johannes Klais Orgelbau errichtet.